# Ariopsis (roślina)
Ariopsis Schott – rodzaj bylin, litofitycznych geofitów, należący do rodziny obrazkowatych, liczący 2 azjatyckie gatunki: A. peltata Nimmo (występujący w południowo-zachodnich Indiach) i A. protanthera N.E.Br. (występujący od Nepalu do północnej Tajlandii), oba wchodzące w okres spoczynku i zasiedlające głazy przy ciekach wodnych w suchych, wiecznie zielonych lasach na wysokości do 300 m n.p.m. Nazwa naukowa rodzaju pochodzi od greckich słów άρης (aris → arum – roślina z rodzaju obrazków) oraz όψης (opsis – twarz, wygląd, podobieństwo). Rodzaj Ariopsis posiada homonim w taksonomii zoologicznej – Ariopsis Gill. – rodzaj ryb sumokształtnych z rodziny ariusowatych.

## Morfologia
PokrójBardzo małe (A. protanthera do 12 cm) do średniej wielkości (A. peltata do 40 cm), smukłe rośliny zielne, zawierające sok mleczny.
ŁodygaNiemal kulista bulwa pędowa.
LiścieRośliny tworzą zwykle pojedynczy liść właściwy, rzadziej kilka, na bardzo smukłym ogonku, o maksymalnej długości od 14 cm (A. protanthera) do 30 cm (A. peltata), tworzącym u nasady krótką pochwę. Blaszka tarczowata, sercowato-jajowata, cienka, o wymiarach od 5–10×4–10 cm (A. protanthera) do 15×30 cm (A. peltata). Użyłkowanie pierwszorzędowe pierzaste, dalsze siatkowate.
KwiatyRoślina jednopienna. Kwiatostan złożony, wierzchotkowy, składający się z od 1 do 3 kwiatostanów typu kolbiastego pseudancjum, pojawia się przed liściem (A. protanthera) lub w tym samym czasie (A. peltata). Szypułka bardzo smukła, równa długości pochwy lub dłuższa, wzniesiona. Pochwa kwiatostanu jajowata, łódkokształtna, szeroko otwarta na całej długości, nie skręcona u podstawy, z zewnątrz matowo żółta. Kolba krótsza od pochwy, na najniższym odcinku pokrytym kilkoma kwiatami żeńskimi, przylegająca do pochwy. Kwiaty męskie oddzielone od żeńskich krótką, nagą szczeliną, położone na całej pozostałej długości kolby. Zalążnie jajowato do podłużno-jajowatych, jednokomorowe, z wieloma 4-6-łożyskowymi zalążkami położonymi ciemieniowo. Szyjka słupka nieobecna. Znamię słupka gwiaździste z 4-6 wpierw wzniesionymi, następnie odgiętymi listkami. Kwiaty męskie synandryczne. Nitki pręcików zrośnięte, tworzące wąski, dłuższy niż szerszy trzonek. Pylniki niemal kuliste do eliptycznych. Synandria zrośnięte szczytowo, tworzące niemal zwartą powierzchnię, pokrytą szczelinami, do których wpada pyłek.
OwoceZielone, 4-6-kątne jagody, zawierające wiele nasion. Nasiona podłużne, szczytowo zwężone i tępe. Łupina grubawa, podłużnie żeberkowana. Zarodek położony szczytowo, mały. Bielmo obfite.
Gatunki podobneRośliny z rodzajów Steudnera (różnią się posiadaniem kłącza oraz żywym, żółtym lub purpurowo-czerwonym kolorem pochwy) i Hapaline (różnice obejmują nietarczowe blaszki liściowe, biały kolor pochwy oraz rozłogi).
GenetykaLiczba chromosomów 2n = 28, 84.

## Systematyka
Pozycja rodzaju według Angiosperm Phylogeny Website (aktualizowany system APG IV z 2016)Należy do plemienia Colocasieae, podrodziny Aroideae, rodziny obrazkowatych, rzędu żabieńcowców w kladzie jednoliściennych.
Pozycja rodzaju w systemie Reveala z roku 2007 (2010)Gromada okrytonasienne (Magnoliophyta Cronquist, Takht. & Zimmerm. ex Reveal), podgromada Magnoliophytina (Frohne & U. Jensen ex Reveal), klasa Magnoliopsida (Brongn.), podklasa żabieńcowe (Alismatidae Takht.), nadrząd obrazkopodobne (Aranae Thorne ex Reveal), rząd obrazkowce (Arales Juss. ex Bercht. & J. Presl), rodzina obrazkowate (Araceae Juss.).
Pozycja rodzaju według Crescent Bloom (system Reveala z lat 1993–1999)Gromada okrytonasienne (Magnoliophyta Cronquist), podgromada Magnoliophytina (Frohne & U. Jensen ex Reveal), klasa jednoliścienne (Liliopsida Brongn.), podklasa obrazkowe (Aridae Takht.), nadrząd obrazkopodobne (Aranae Thorne ex Reveal), rząd obrazkowce (Arales Dumort.), rodzina obrazkowate (Araceae Juss.), plemię Ariopsideae Engl..